# نادي سآد سبورته
نادي سآد سبورته هو نادي كرة قدم برازيلي تأسس في 1961.

## وصلات خارجية
- الموقع الرسمي